# Katedra Najświętszego Sakramentu w Sacramento
Katedra Najświętszego Sakramentu w Sacramento (Kalifornia) – najważniejsza świątynia katolicka w diecezji Sacramento i siedziba biskupa. Jest ona największą zabytkową katedrą na zachodnim wybrzeżu Stanów Zjednoczonych. Zaprojektowana przez Bryana J. Klincha w stylu neorenesansowym nawiązującym do budownictwa włoskiego. Pełni również rolę kościoła parafialnego.